# Epigynopteryx metrocamparia
Epigynopteryx metrocamparia là một loài bướm đêm trong họ Geometridae.